# 검정 수준
영상의 검정 수준 또는 블랙 레벨(black level)은 순수한 검정 화면의 결과로 나오는 것이며, 다음을 뜻한다.
- 보이는 영상의 가장 어두운 (검정) 부분의 밝기 수준
- 화면에서 방출되지 않는 빛의 밝기 수준

영상 디스플레이에 영상 신호의 검정 정보에 맞게 검은색을 보이게 하려면 일반적으로 화면 조정(캘리브레이션)을 해 주어야 한다. 검정 수준이 영상 신호에서 올바르게 수정되지 않는다면, 영상 신호의 화면 정보는 검정으로 표현되거나 검정 정보가 위의 검정 정보 (회색)로 표시될 수 있다.

## 같이 보기
- Pluge